# Standing Bear (Minneconjou)

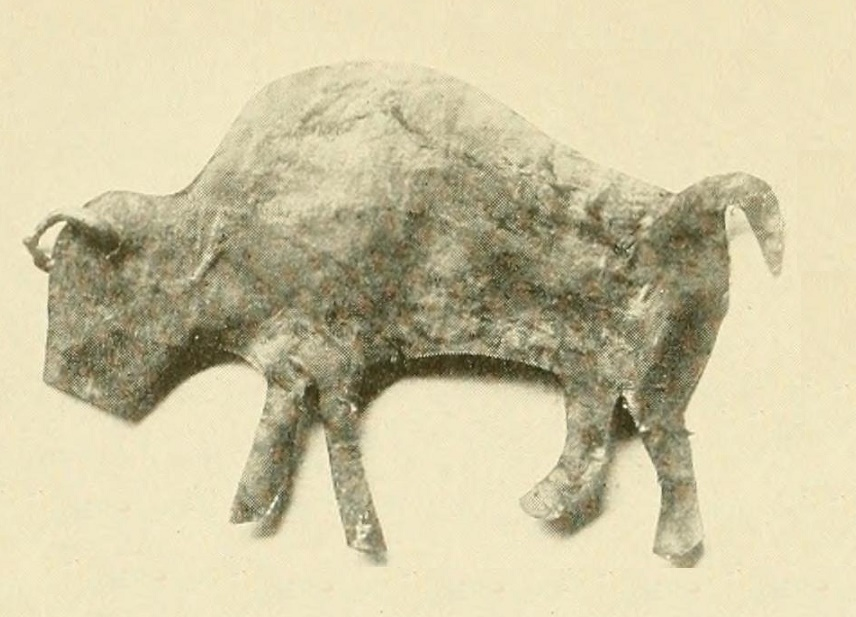
Bisonpuppe, die beim Sonnentanz am Sonnentanzpfahl hing.

Standing Bear (englisch, deutsch: Stehender Bär; Lakota: Matȟó Nážiŋ; * 1859 am Tongue River, Montana; † 1933/1934) war ein Angehöriger vom Stamm der Minneconjou-Lakota. Auch wurde er oft als Stephen Standing Bear bezeichnet. Standing Bear ist wohl am besten für seine Kunstwerke bekannt, darunter auch die Illustration der 1932 erschienenen Ausgabe von Black Elk Speaks von John G. Neihardt.
Standing Bear wurde 1859 am Tongue River im heutigen US-Bundesstaat Montana geboren. Sein Vater starb, als er vier Jahre alt war, und er lebte bei seiner Mutter, seiner Schwester, seinen Großeltern und seinem Onkel. Er nahm beim Sonnentanz vor der Rosebud-Schlacht teil und kämpfte am 25. Juni 1876 bei der Little Bighorn-Schlacht mit.
Am Morgen der Schlacht überquerte Standing Bear den Little Bighorn und bestieg Black Butte, von wo aus er die sich nähernden Soldaten erblickte. Er kehrte nur mühsam ins Dorf zurück – er trug keine Mokassins, aber er musste ein Gelände voller Kakteen überwinden. Nachdem er sich mit Bogen und Köcher sowie einer Pistole bewaffnet hatte, überquerte der junge Krieger erneut den Fluss und stieg auf den Finley Ridge unterhalb des Calhoun Hill, wo er in den Kampf verwickelt wurde. Die Schlacht am Little Bighorn war der letzte große Sieg der Lakota und Cheyenne.
Standing Bears Frau und seine kleine Tochter, die noch ein Baby war, wurden beim Massaker von Wounded Knee im Jahre 1890 getötet. Zu dieser Zeit war er mit Buffalo Bill's Wild West auf Tournee in Wien. Während dieser Tournee lernte er Louise kennen, die er später heiraten sollte. Louise und ihre Eltern wanderten später in die Vereinigten Staaten aus und lebten in der Pine Ridge Reservation. Standing Bears Mischehe stieß auf Kritik.
Er starb 1933.
Der Künstler Arthur Amiotte ist einer seiner Urenkel.